# LAPAS
LAPAS (amerikanische Programm-Bezeichnung Senior Guardian) ist die Abkürzung für luftgestütztes, abstandsfähiges Primär-Aufklärungssystem und war ein in den 1980er und 1990er Jahren geplantes EloKa-System. Es war ein von Deutschland finanziertes deutsch-amerikanisches Gemeinschaftsprogramm, wobei sich die Amerikaner zum Schutz ihrer Technologie Vorbehalte und Mitbestimmung bei Eigentum und Einsatz vertraglich hatten absichern lassen.
Die Ausrüstung sollte in den USA von der Firma E-Systems (heute Raytheon) entwickelt und in ein deutsches Luftfahrzeug integriert werden. Die Firma Raytheon war auch Hauptauftragnehmer für das gesamte System.

## Konzept
Das System sollte in großen Höhen bis 17.000 Metern und in einem gewissen lateralen Abstand außerhalb einer möglichen Bedrohung Interessengebiete aufklären. Geplant waren dazu zwei Konfigurationen: 
1. LAPAS I für die Fernmelde- und Elektronische Aufklärung und
2. LAPAS II zur Radarbildaufklärung.

Beschafft wurden bis zur Einstellung nur drei Flugzeuge: Zwei Einsitzer, davon einer mit der Missionsausrüstung, sowie ein zweisitziges Trainingsflugzeug vom Typ Grob G 520 Egrett der Grob Aircraft AG in Mindelheim. 

### Geplanter Einsatz
Das Einsatzkonzept sah vor, dass das hochfliegende, von einem Piloten gesteuerte Flugzeug mit den Sensoren Daten im Interessengebiet sammeln und in Echtzeit an den Boden, zum Beispiel die speziell dafür ausgerüsteten Fernmeldetürme weiterleiten sollten, wo sie dann ausgewertet worden wären. Gegebenenfalls hätte man so auch die Flugbahn und das aufzuklärende Gebiet durch Anweisungen an den Piloten ändern können.

### Komponenten

#### Ortsfeste Komponente

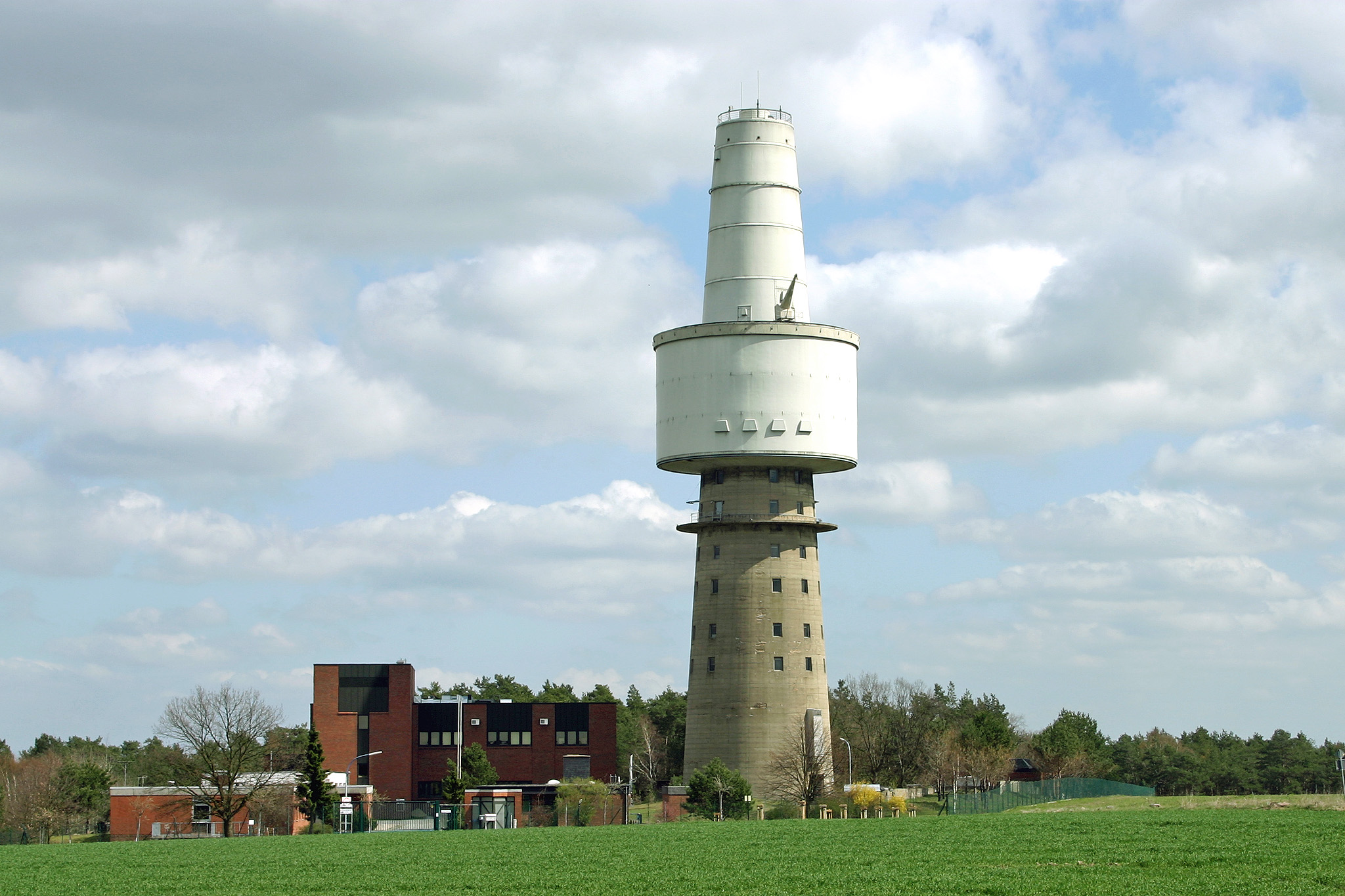
Fernmeldesektorturm mit „Horizontaler Erweiterung“ auf dem Thurauer Berg bei Thurau in Niedersachsen

Die ortsfeste Komponente, von denen anfangs zwei geplant waren, hätte den Kontakt mit dem Flugzeug gehalten. Der Bau der ersten ortsfesten Komponente wurde im Aufklärungsturm Thurau mit dem Umbau des obersten Stockwerkes des Turmes begonnen. Die Turmspitze hätte das Radom der Antenne aufgenommen, die die Datenverbindung zur Grob G 520 sicherstellen sollte. In der sogenannten „Horizontalen Erweiterung“, dem neuen Betriebsgebäude neben dem Turm, wären die Konsolen der Erfasser installiert worden.

#### Mobile (fliegende) Komponente
Die mobile, fliegende Komponente wäre durch Flugzeuge des Typs G 520 dargestellt worden.

## Kontroverse und Einstellung des Programms
Das Projekt wurde von der sogenannten Amigo-Affäre belastet, in der der ehemalige Ministerpräsident von Bayern, Max Streibl, dafür gesorgt hatte, dass der bayrische Hersteller Grob den Zuschlag für die Flugzeugkomponente erhielt. Streibl war ein Freund des Firmeninhabers Burkhard Grob und trat im Zuge der Affäre zurück.
1993 wurde das Programm aus zwei Gründen eingestellt: Aufgrund der Wiedervereinigung der beiden deutschen Staaten fehlte aus militärischer Sicht der Einsatzzweck, da das System an eine Bodenstation gebunden war und somit nur über Deutschland und den anliegenden Staaten hätte eingesetzt werden können. Darüber hinaus war es mit der Entwicklung einer deutschen Open-Skies-Komponente für die Tupolew Tu-154 obsolet geworden, auf verdeckten Missionen Aufklärungsergebnisse zu sammeln.
Zudem wurden die Gelder für die Fortsetzung des Programms, ebenfalls aufgrund der Wiedervereinigung, knapp. Die Gesamtkosten waren mit 3 Milliarden DM beziffert worden, von denen der Bund bis zur Einstellung des Programms bereits 716 Millionen DM investiert hatte.

### LAPAS aus heutiger Sicht
Mit dem Aufkommen unbemannter Systeme wie der Drohne Global Hawk wäre LAPAS obsolet gewesen, da diese Systeme teilweise bessere Aufklärungsergebnisse bei längerer Einsatzdauer und ohne Gefährdung eines Piloten liefern. Zudem steht den aktuellen Systemen eine Datenverbindung über Satelliten zur Verfügung, die Bodenstationen in der Nähe des Einsatzgebietes unnötig machen.